# Electrogena trimaculata
Electrogena trimaculata is een haft uit de familie Heptageniidae. De wetenschappelijke naam van de soort is voor het eerst geldig gepubliceerd in 1963 door Ikonomov.
De soort komt voor in het Palearctisch gebied.